# ماري إيستوود
ماري إيستوود (بالإنجليزية: Mary Eastwood)‏ هي محامية أمريكية، ولدت في 1930، وتوفيت في 2015.